# Дарбо, Момоду
Момоду Ламин Дарбо (англ. Momodou Lamin Darboe; 9 марта 2003, Гамбия) — гамбийский футболист, защитник.

## Биография
Воспитанник клуба «Хокс» из Банжула. В нём он начинал свою взрослую карьеру. Зимой 2023 году футболист перебрался в Европу для того, чтобы продолжить карьеру зарубежом. В начале марта он заключил контракт с эстонской командой Премиум-Лиги «Нарва-Транс». Дебютировал в местной элите защитник в третьем туре 14 марта в поединке против «Флоры» (0:5): после первого тайма его заменил Глеб Певцов. Вскоре покинул команду.